# Monestir de Batalha
Santa Maria da Vitória na Batalha, conegut comunament com a Monestir de Batalha, és un monestir dominicà situat a la ciutat portuguesa de Batalha, al Districte de Leiria. Es tracta d'un dels millors i més originals exemples de l'arquitectura gòtica tardana, barrejada amb l'estil manuelí. Sorprèn per la profusió de gablets, agulles, pinacles i contraforts. Ha esdevingut un símbol de l'orgull nacional portuguès.Està inscrit a la llista del Patrimoni de la Humanitat de la UNESCO des del 1983.

## Història

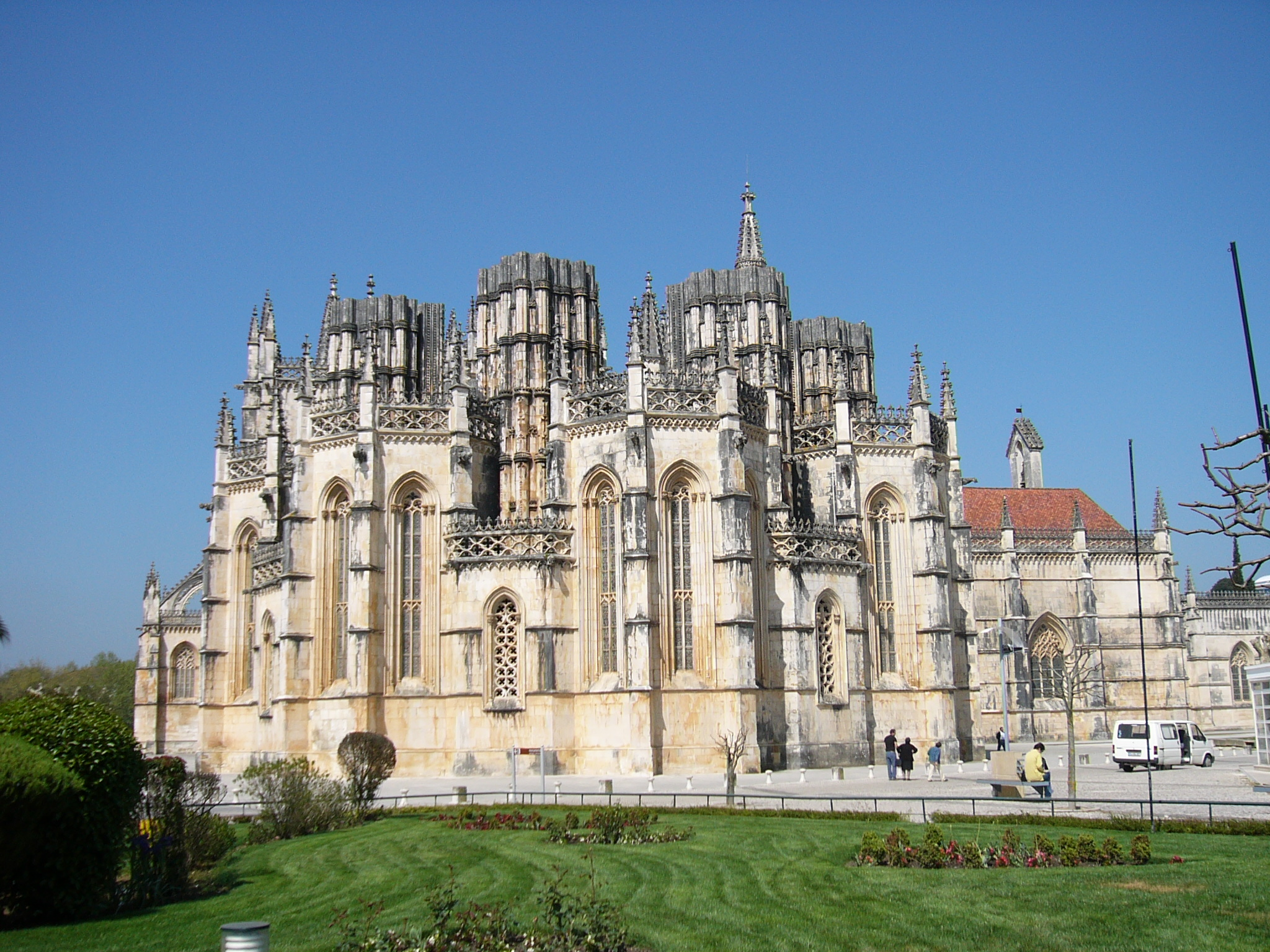
Monestir de Batalha.

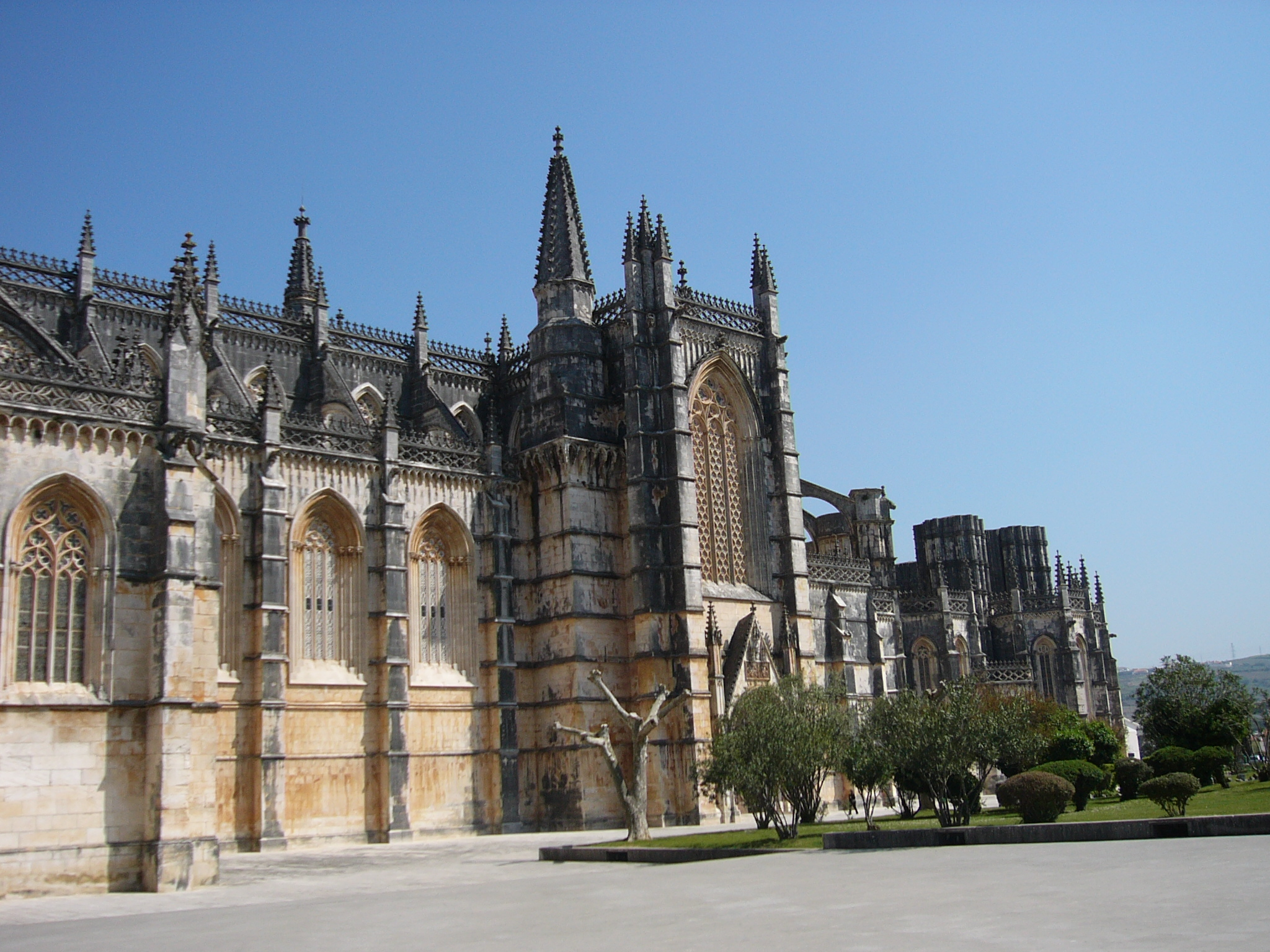
Monestir dominic de Santa María da Vitória, Batalha

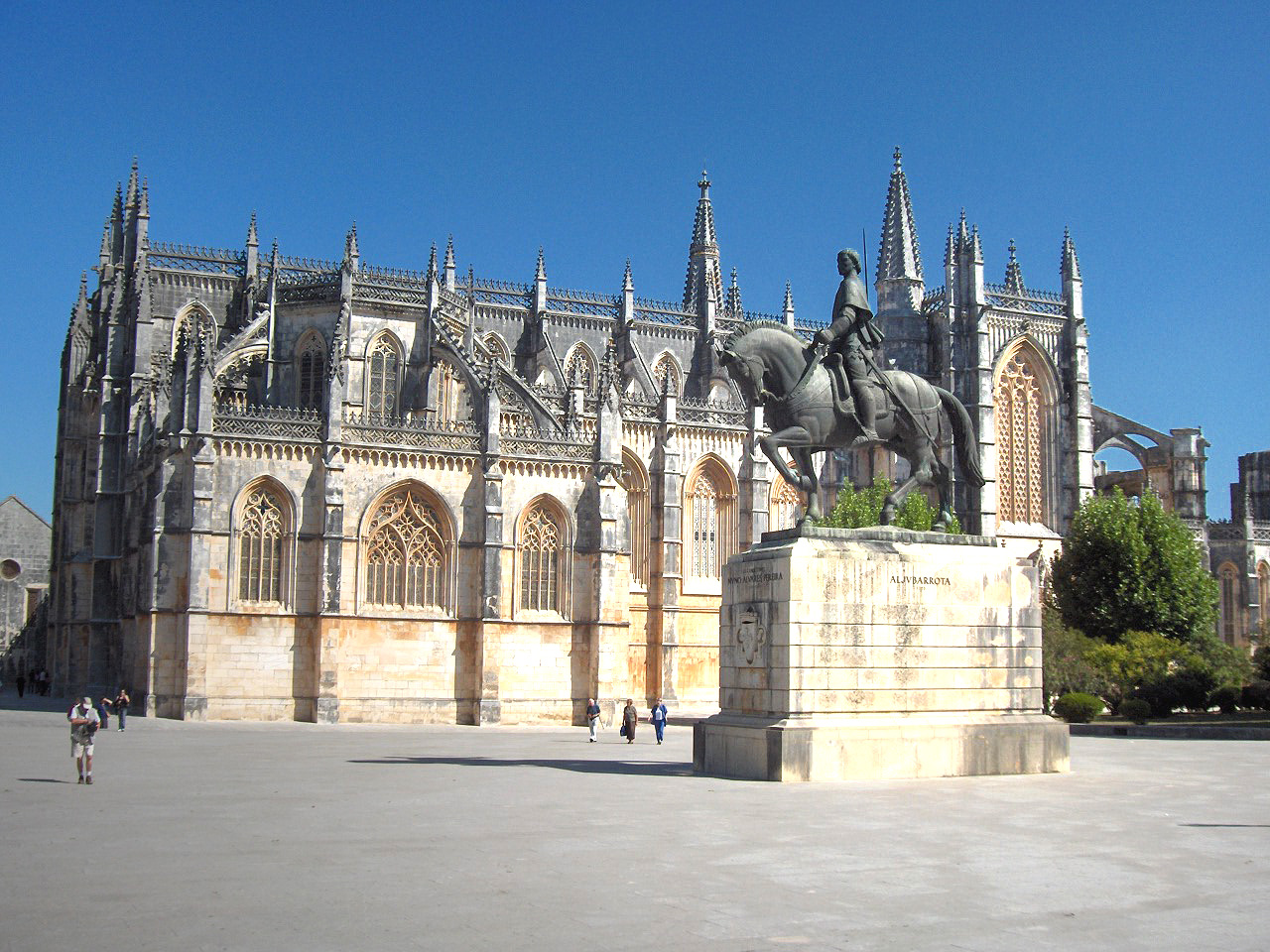
Vista lateral del monestir i l'estàtua de Nuno Álvares Pereira.

Va ser construït per regraciar la Mare de Déu la victòria dels portuguesos sobre els castellans a la batalla d'Aljubarrota, l'any 1385, tot complint així la promesa del rei Joan I. La batalla va posar el punt final a la crisi de 1383-1385.
La construcció començà l'any 1386 i es perllongà durant dos segles, acabà pels voltants de 1517, al llarg del regnat de set reis diferents. Va caldre el treball de quinze arquitectes (Mestre das Obras da Batalha), tot i que per a set d'ells el títol va ser merament honorari. La construcció requerí un enorme esforç, amb l'ús d'extraordinaris recursos humans i materials. S'hi van desplegar noves tècniques i estils artístics, alguns d'ells desconeguts a Portugal fins aleshores.
L'obra va ser iniciada l'any 1386 per l'arquitecte portuguès Afonso Domingues, qui la va continuar fins a l'any 1402. Va ser l'autor dels plànols i de la major part de les estructures de l'església i el claustre. El seu estil era essencialment gòtic Rayonnant, tot i que amb influències del gòtic perpendicular anglès. Hi ha similituds amb la façana de la Catedral de York i amb el transsepte de la Catedral de Canterbury.
A Domingues el va succeir David Huguet des de 1402 fins a 1438. Aquest arquitecte, probablement d'origen català, va introduir-hi l'estil gòtic Flamboyant. Açò és palès en la façana principal, la cúpula de la sala capitular de planta quadrada, la capella del Fundador, l'estructura bàsica de les Capelles Imperfectes i les naus est i nord del claustre principal. Va aconseguir una alçada en la nau de 32,46 m. Alterant les proporcions va fer que en l'interior, la nau semblara encara més estreta. També va completar el transsepte, però morí abans de concloure les Capelles Imperfectes.
Durant el regnat d'Alfons V de Portugal, l'arquitecte portuguès Fernão de Évora va continuar-ne la construcció entre 1448 i 1477. Va afegir-hi el Claustre d'Alfons V. Va ser succeït per l'arquitecte Mateus Fernandes el Vell, en el període 1480-1515. Aquest mestre de l'estil manuelí treballà al portal de les Capelas Imperfeitas. Junt amb el famós Diogo de Boitaca va realitzar la traceria de les arcades del Claustre Reial. Les obres van continuar-hi al regnat de Joan III de Portugal amb l'addició de la refinada tribuna renaixentista (1532) per João de Castillo. La construcció es va aturar quan el rei va decidir invertir tots els esforços en la construcció del Monestir dels Jerònims a Lisboa.
El terratrèmol de 1755 va fer-hi alguns danys, però els desperfectes més greus els van fer les tropes napoleòniques del mariscal Masséna, que van saquejar i calar foc al complex els anys 1810 i 1811. Quan els dominics van ser expulsats del monestir, l'any 1834, l'església i el monestir van ser abandonats i deixats en ruïna.
L'any 1840, el rei Ferran II de Portugal va iniciar un programa de restauració de l'abandonat monestir en runes, salvant així aquesta joia de l'arquitectura gòtica. La restauració es va estendre fins als primers anys del segle xx. El conjunt va ser declarat monument nacional l'any 1907. El 1980 el monestir va ser reconvertit en museu.
El Monestir de Batalha va ser declarat Patrimoni de la Humanitat per la UNESCO l'any 1983.

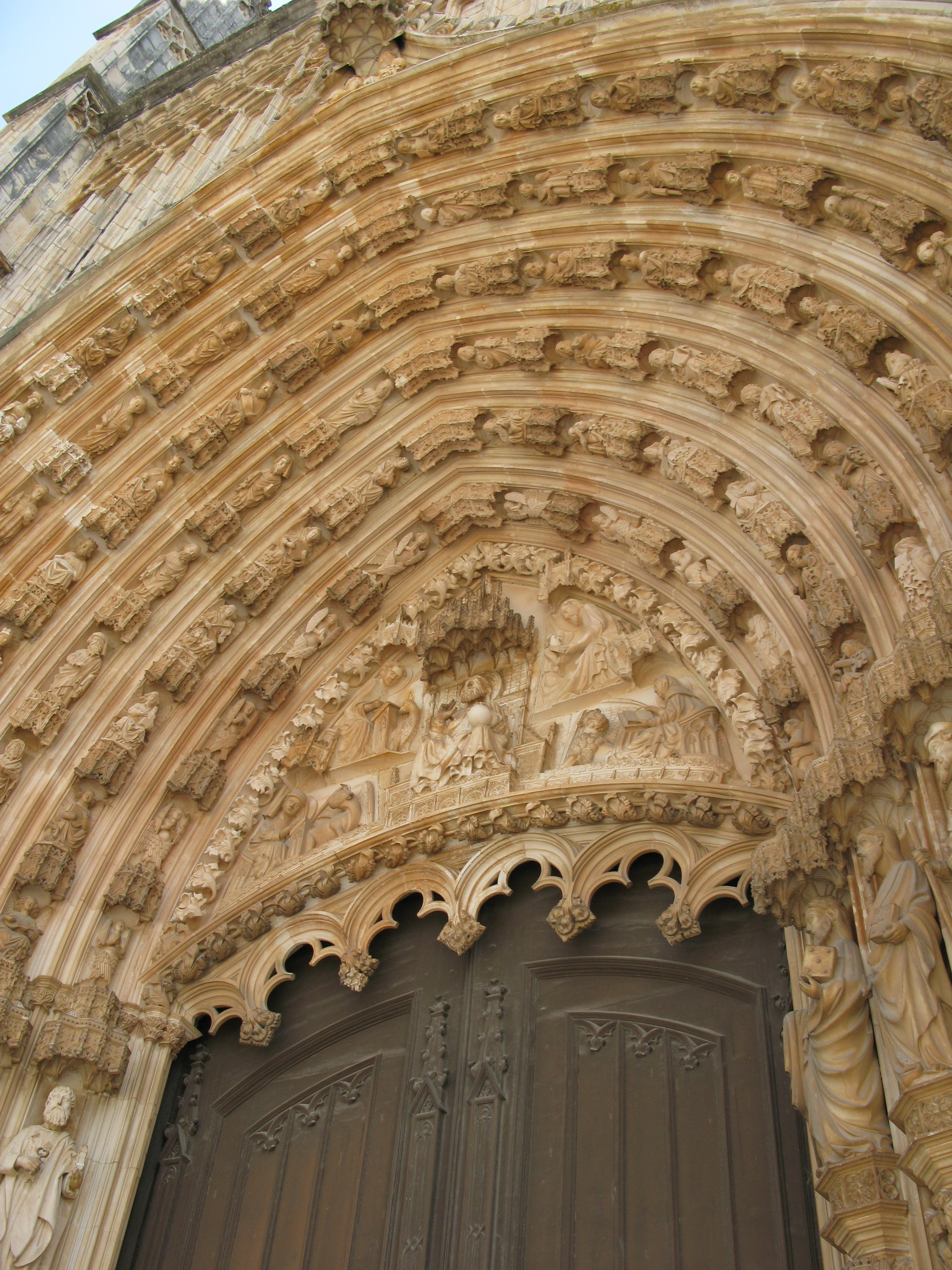
Detall del portal principal amb timpà i arquivoltes.

## Exterior
El profús ornament exterior va ser realitzat en pedra calcària de Porto de Mós, que ha anat adquirint un to groc ocre amb el pas del temps. Posseeix un estil portuguès original, una barreja de gòtic rayonnant i flamboyant combinat amb punyents elements del gòtic perpendicular anglès, del qual es troben pocs paral·lelismes a Europa. Com en totes les esglésies de l'orde dominicana, no hi ha campanar.
La façana oest, enfront de la gran plaça amb l'estàtua eqüestre del general Nuno Alvares Pereira, està dividida en tres per contraforts i enormes pilastres: la Capella del Fundador (Capela do Fundador), el mur lateral d'un corredor i el projectat portal. A la dreta d'aquesta façana s'hi troben les Capelles Imperfectes (Capelas Imperfeitas), una estructura octogonal independent afegida al complex.
Al costat est, prop del cor de l'església es troba la sala capitular (Sala do Capitulo). El claustre del rei Joan I voreja l'església i aquesta sala capitular. L'estructura continua vers el claustre del rei Alfons V (Claustro de D. Afonso V). Al costat nord del complex s'hi troba el sepulcre dels Soldats Desgoneguts.

## Portal
El portal mostra en l'arquivolta una profusió de 78 estàtues, dividides en sis files, de reis de l'Antic Testament, àngels, profetes i sants, cadascun d'ells sota un baldaquí. A ambdós costats de la porta hi ha (còpies de) estàtues dels apòstols, amb un d'ells portant a un dimoni encadenat. El timpà mostra a Crist entronitzat, assegut sota un baldaquí i flanquejat pels Quatre Evangelistes, cadascú amb el seu atribut personal.

## Nau i cor

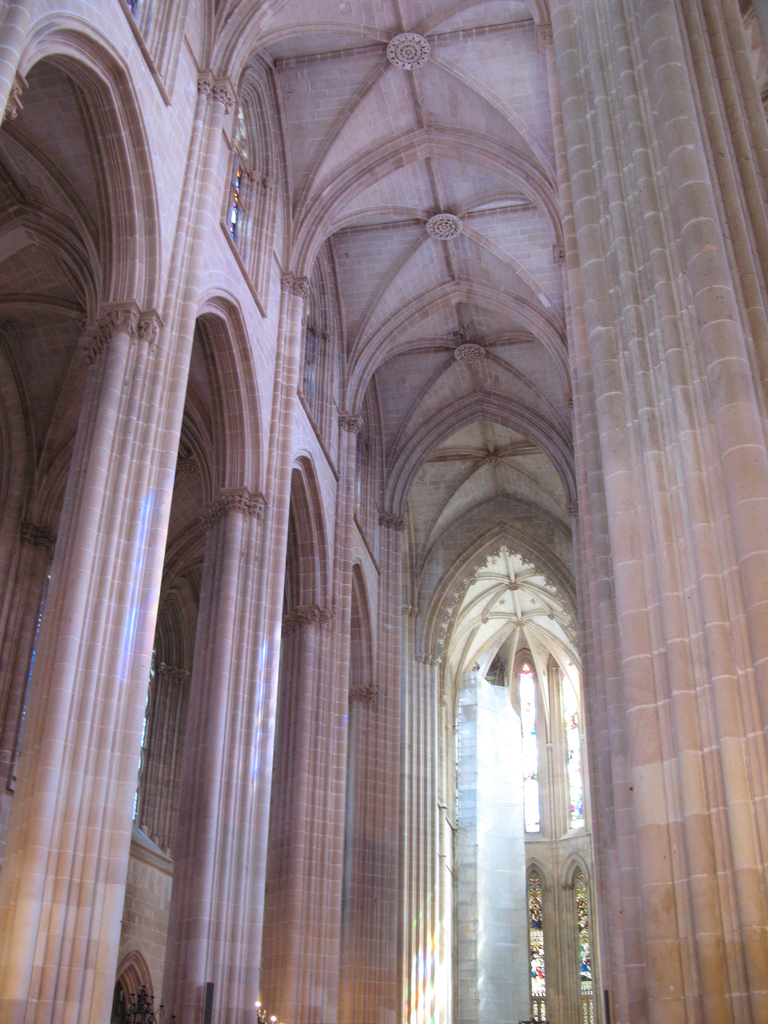
Nau i cor

L'església és llarga i estreta (22m) en proporció amb la seua alçada (32.4 m). La nau va ser elevada a la seua actual alçada pel segon arquitecte, David Huguet, alterant les proporcions de l'església i donant-li el seu aspecte actual. El seu interior es mostra sobri i descarnat a causa de la completa absència d'ornaments i estàtues a la nau. Les voltes, suportades per pilars compostos, estan tancades per claus de volta ornamentades. La llum penetra a la nau a través de deu vitralls situats al pis superior i les altes finestres de traceria als murs laterals i el transsepte, així com a través de les dues files de finestres lanciformes del cor. El cor s'estén al llarg de dues seccions del transsepte i consisteix en cinc capelles amb la central de més alçada.
Probablement Batalha va gaudir dels primers vitralls de Portugal. Aquest art va ser introduït a Portugal per artesans alemanys procedents de Francònia i Nuremberg. Les finestres més antigues daten de finals de la dècada del 1430. Però les finestres ogivals d'estil manuelí situades al cor daten de les dècades del 1520 i del 1530, i van ser realitzades per mestres portuguesos, entre els que cal esmentar Francisco Henriques. Representen escenes de les vides de Jesucrist i Maria: la Visitació, l'Epifania, la Fugida a Egipte i la Resurrecció de Crist.
L'arquitecte Mateus Fernandes i la seua muller estan soterrats sota una llosa de marbre al costat del portal. La tomba del cavaller Martim Gonçalves de Maçada, qui va salvar la vida del rei a la batalla d'Aljubarrota, s'hi troba prop de la Capella del Fundador.

## La Capella del Fundador (Capela do Fundador)

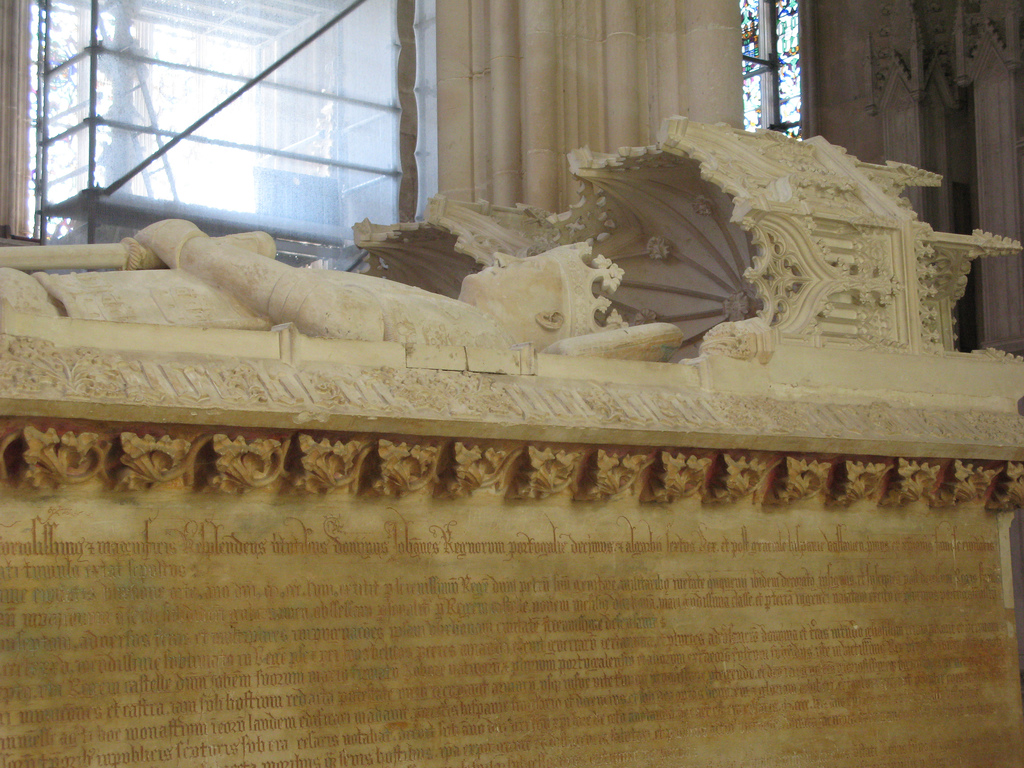
Tomba del rei Joan I

Aquesta capella quadrada va ser edificada entre 1426 i 1434 per l'arquitecte Huguet, per ordre del rei Joan I, perquè esdevinguera el primer panteó reial de Portugal. Mostra una perfecta síntesi entre el gòtic flamboyant i el gòtic perpendicular anglès, que Felipa de Lancaster havia importat de la mà d'un grapat d'arquitectes anglesos. La capella consta de tres seccions i un octògon central sostingut per vuit pilars ornamentats que suporten arcs profusament decorats. El sepulcre conjunt de Joan I i la seua muller Felipa de Lancaster es troba sota la volta de l'octògon. Llurs estàtues jeuen majestuosament abillades, amb les mans unides (expressant les bones relacions entre Portugal i Anglaterra) i amb els caps reposant sobre un coixí, sota uns baldaquins d'elaborat ornament. Damunt d'aquests baldaquins s'hi troben els escuts d'armes de les cases d'Avís i de Lancaster, junt amb l'emblema de l'Orde de la Lligacama. En la llosa que cobreix la tomba hi ha repetits els lemes del rei Por bem (Per bé) i de la reina Yl me plet (Il me plaît - Em plau).
Aquest octògon està envoltat per un corredor amb una complexa volta. Al mur sud, d'esquerra a dreta s'hi troben, disposats en una fila de capelletes, les tombes dels seus quatre fills: el príncep Pere, Enric el Navegant (sota un baldaquí), Joan i Ferran (també anomenat l'Infante Santo). Ferran va morir a Fes com a presoner dels moros.
Les tres tombes del mur oest són còpies de les originals del rei Alfons V (1433-1481), Joan II (1445-1495) (buida perquè els soldats d'André Masséna la van profanar i les despulles hi van desaparèixer) i el seu fill Alfons (mort d'accident a l'edat de disset anys).

## Capelles inacabades (Capelas Imperfeitas)

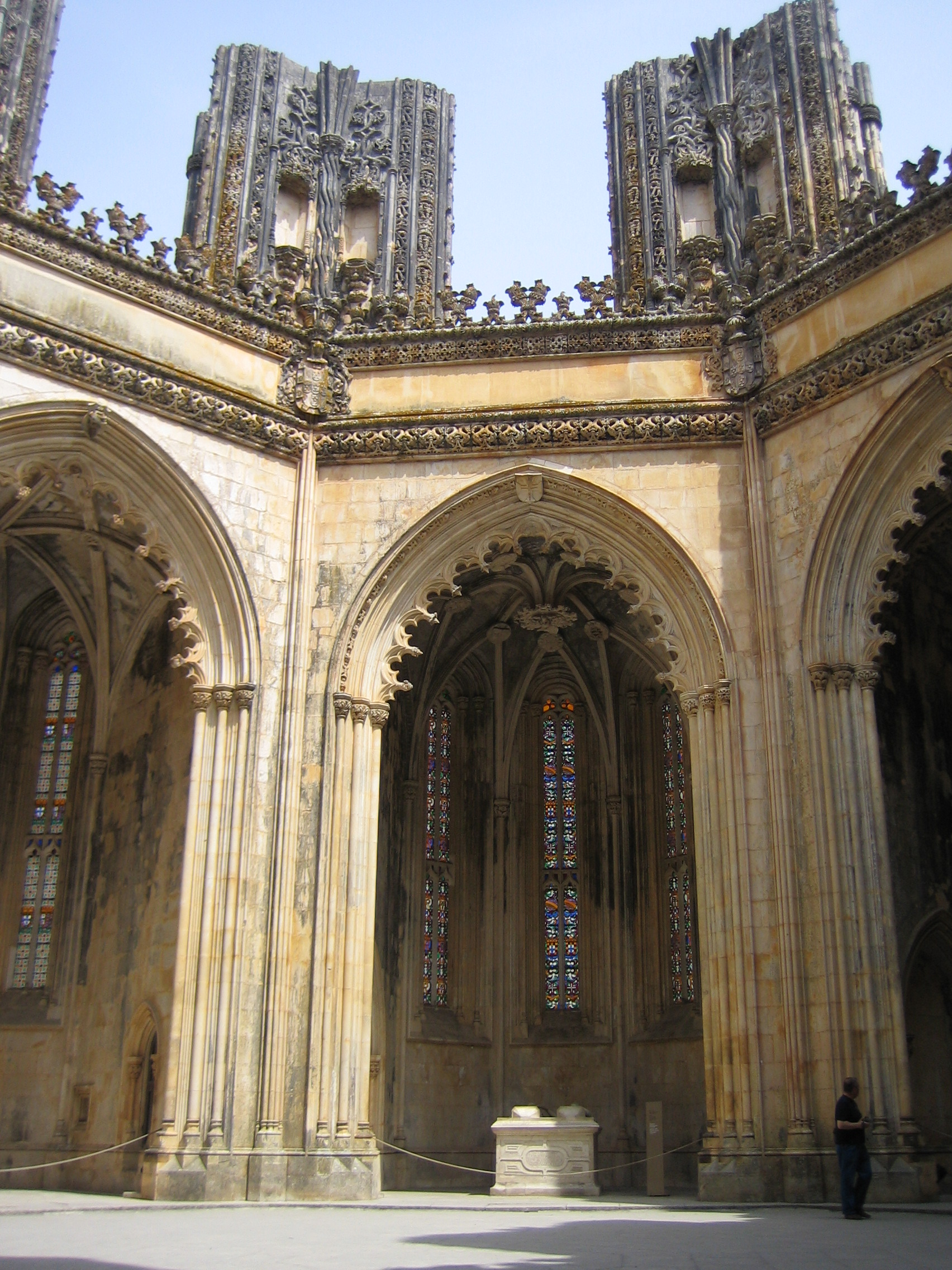
Les Capelles inacabades

As Capelas Imperfeitas (Capelles inacabades o imperfectes) romanen com a testimoni del fet que el monestir no va ser mai completament conclòs. Formen uns estructura octogonal independent adossada al cor de l'església (a través d'un retrocor) i només accessible des de l'exterior. Van ser encarregades l'any 1437 pel rei Eduard I com un segon mausoleu reial per a ell mateix i els seus descendents. Però ell i la seua muller, Elionor d'Aragó, van ser els únics a ser soterrats ací. El disseny original, començat per Huguet, va ser alterat pels successius arquitectes, especialment per Mateus Fernandes (qui està soterrat dins de l'església). La rotonda octogonal té set capelles hexagonals radiants. Als cantons de les capelles hi ha les grosses i inacabades columnes que havien de suportar la volta. Aquestes columnes, dissenyades per Diogo de Boitaca, estan decorades amb motius manuelins esculpits en pedra.
El portal té la monumental alçada de quinze metres. Originalment es va construir en estil gòtic, però Mateus Fernandes el va transformar en una obra mestra de l'estil manuelí (conclòs l'any 1509). Està completament decorat amb sumptuosos i estilitzats motius manuelins semblants a un brodat: esferes armil·lars, àngels alats, cordes, cercles, troncs d'arbres, arcs de secció en trèvol, i motius florals. Aquest homenatge del rei Manuel I al seu predecessor Eduard inclou el seu lema Leauté faray tam yaserei (Sempre seré lleial). Aquest lema es repeteix més de dues-centes vegades als arcs, voltes i pilars de les capelles.

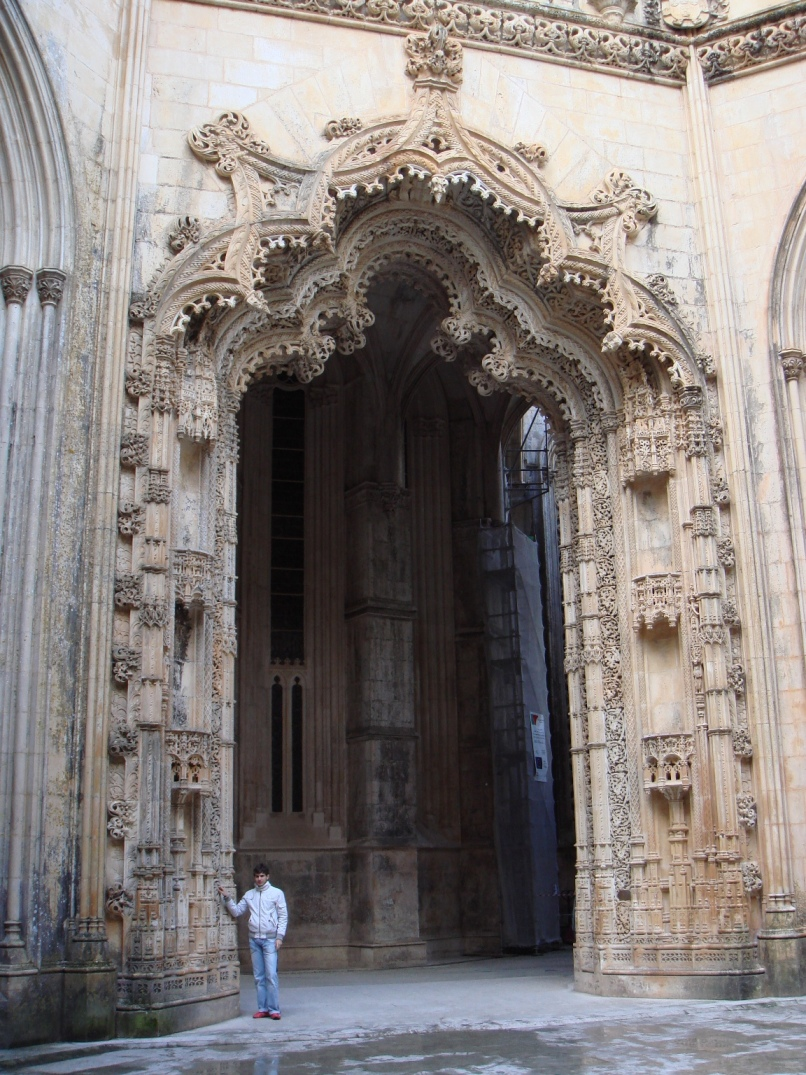
Portal de les Capelles inacabades.

La lògia renaixentista, afegida al voltant de 1533, probablement es va dissenyar per acollir-hi els músics. Va ser obra de l'arquitecte João de Castilho.

## Sala Capitular (Sala do Capitulo)
La Sala Capitular recorda al visitant l'origen militar de la fundació del monestir: dos sentinelles guarden les tombes de dos soldats desconeguts morts durant la Primera Guerra Mundial.
Aquesta sala quadrada és especialment notable per la seua volta d'estrella sense suport central i que abasta un espai de 19 metres quadrats. Aquest era un projecte tan atrevit per a l'època, que l'obra va haver de ser executada per presoners condemnats a mort. Després de dos intents fracassats, l'obra va ser conclosa. Es diu que, quan es van retirar les darreres bastides. Huguet va passar la nit sota la volta per silenciar els seus crítics.
El vitrall renaixentista del mur est data de 1508. Mostra escenes de la Passió i s'ha atribuït als pintors portuguesos João i Francisco Henriques.

## Claustre del rei Joan I (Claustro Real)

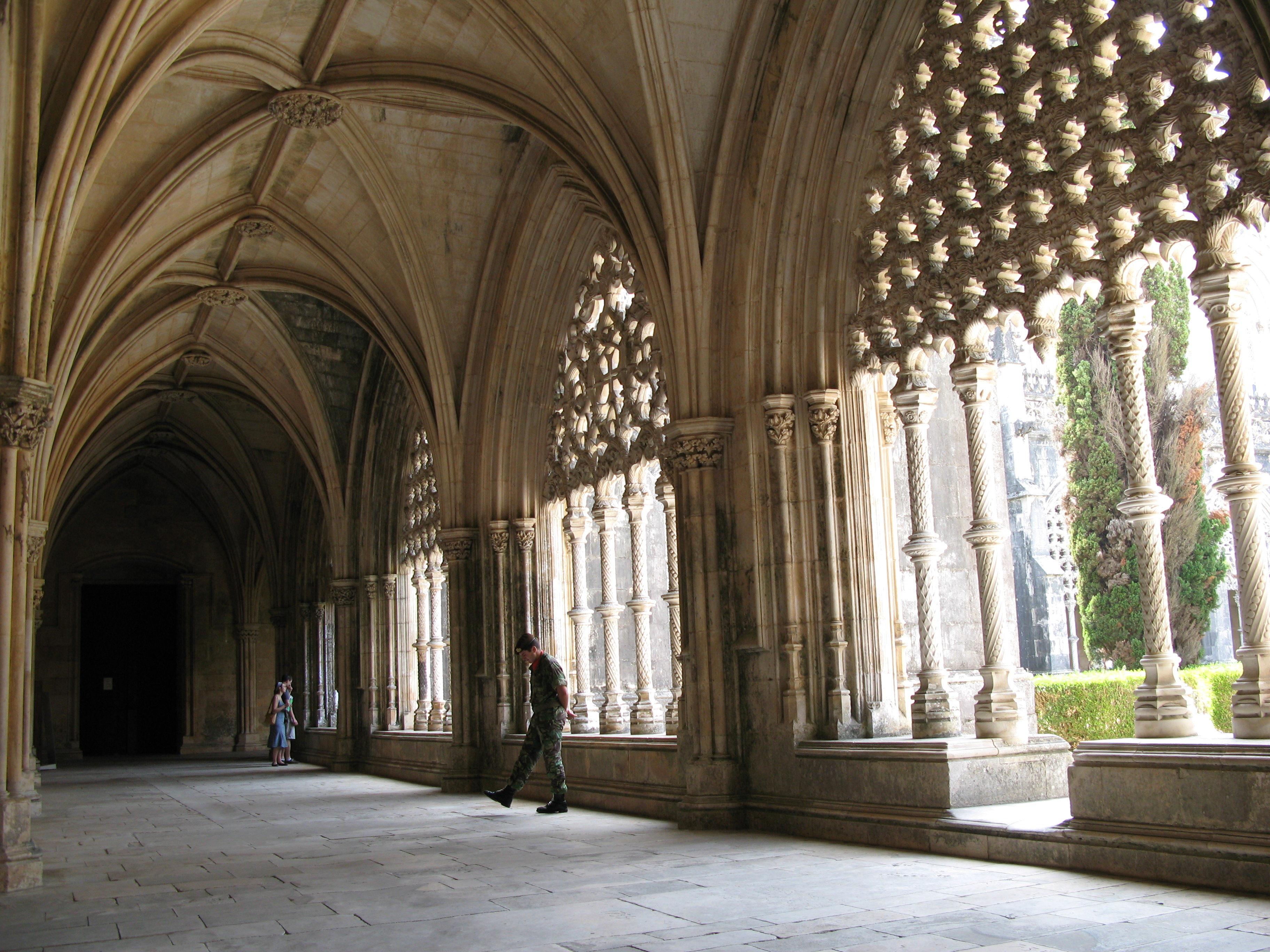
Claustres del rei Joan I al monestir de Batalha.

Aquest claustre no formava part del projecte original. Es va construir per l'arquitecte Fernão de Évora entre 1448 i 1477. El seu sobri aspecte contrasta amb el gòtic flamboyant de l'església. La decoració del corredor, esculpida en traceria per Huguet i en estil gòtic (incloent-hi lòbuls, flors de lis i rosasses), forma una delicada combinació amb l'estil manuelí dels panells de les arcades, afegits més endavant per Mateus Fernandes. Hi alternen dos diferents dissenys, un amb la creu de l'Orde de Crist, l'altre amb esferes armil·lars.
Les petites columnes que sostenen aquestes intricades arcades estan decorades amb motius espirals, esferes armil·lars, flors de lotus, branques amb espines, perles i conquilles i vegetació exòtica.

## Lavabo (Lavatório)
Situat al cantó nord-oest del Claustro Real, aquesta obra de Mateus Fernandes és d'una bellesa i harmonia difícil de descriure. Consisteix en una font amb dues petites piques. El conjunt es banya amb el resplendor daurat que es filtra pels delicats panells de traceria de les arcades que l'envolten.

## Claustre del rei Alfons V (Claustro de D. Afonso V)
Aquest sobri claustre pròxim al Claustro Real va ser construït en estil gòtic convencional amb arcs de doble punt. Va ser construït en la segona meitat del segle xv per l'arquitecte Fernão de Évora. Contrasta amb l'estil manuelí-flamboyant del Claustro Real i és una mica més petit que aquest. Les claus de volta porten l'escut d'armes d'Eduard I i Alfons V.

## Tombes reials al monestir
El monestir hostatja les restes d'alguns reis portuguesos de la Dinastia d'Avís. La necròpolis reial es compon de la Capella del Fundador i de les capellas inacabades.
- Joan I (1385-1433) i la seva esposa Felipa de Lancaster (1360-1415), filla de Joan de Gant, duc de Lancaster.
- els seus fills:
  - Pere (1392-1449), duc de Coïmbra, regent de Portugal, i la seva esposa Elisabet d'Urgell (1409-1443), filla de Jaume II, comte d'Urgell.
  - Enric el Navegant (1394-1460)
  - Joan (1400-1442), duc de Beja, i la seva esposa Elisabet (1402-1465), filla d'Alfons I, duc de Bragança
  - Ferran de Portugal i Lancaster (1402-1443)
- Eduard I (1433-1438) i la seva esposa Elionor.
- Alfons V (1438-1481)
- Joan II (1481-1495).

Les tombes foren profanades, com les d'Alcobaça, pels soldats francesos el 1810.
A la sala capitular hi ha la tomba del soldat desconegut portuguès, que conté els cossos de dos soldats portuguesos morts en combat durant la Primera Guerra Mundial.